# أنطونيو فلوريس (كاتب)
أنطونيو فلوريس (بالإسبانية: Antonio Flores) (و. 1818 – 1865 م) هو كاتب، ومؤلف، وصحفي إسباني، ولد في إلش، توفي في مدريد، عن عمر يناهز 47 عاماً.